# かじき座アルファ星
かじき座α星 (かじきざアルファせい、α Doradus, α Dor) は、かじき座で最も明るい恒星で3等星。
2つの恒星からなる連星系で、巨星Aの周囲を準巨星Bが軌道離心率の大きな軌道で12年周期で公転しており、視等級は3.26等から3.30等まで変化する。軌道半径は、近点で2天文単位、遠点で17.5天文単位である。主星Aは特異星で、大気には高濃度のケイ素が含まれている。

## 二重星
77秒離れた位置にある伴星CCDM J04340-5503Cと二重星になっているが、これらの恒星の間に物理的な関係はない。